# 安大略402號省道
安大略402號省道（英語：Ontario Highway 402），正式名稱為國王402號公路（King's Highway 402），是加拿大安大略省一條東西向400系列高速公路，連接位於該省西南部的倫敦和薩尼亞，並在其西端駁上藍水大橋跨越美加邊境通往美國密芝根州曉倫港，構成來往安省和美國中西部的其中一條主要貿易走廊。

## 走線

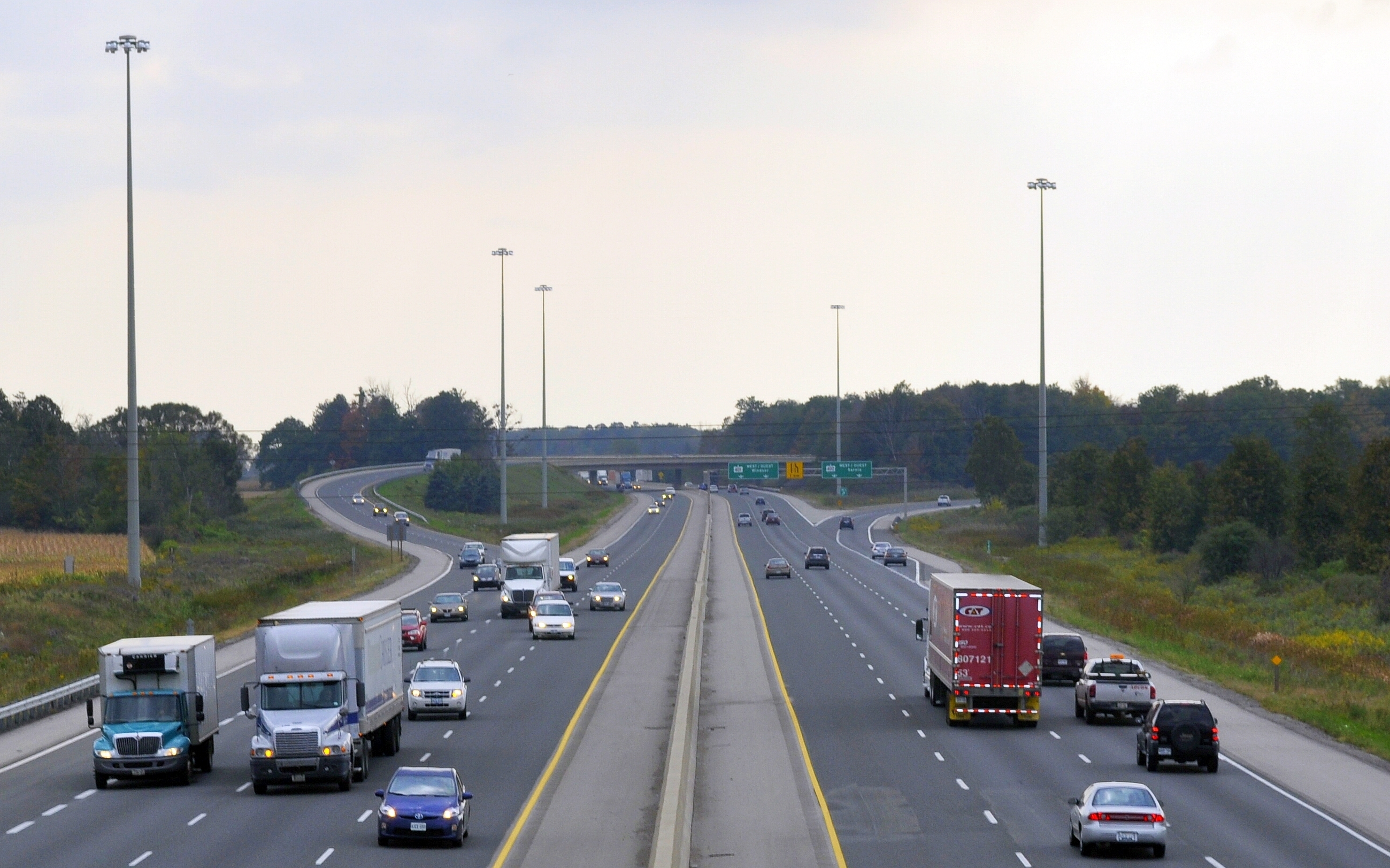
402號和401號公路在倫敦市的交匯處

402號公路西起藍水大橋位於愛德華角（Point Edward）的落腳點，途經加拿大的邊檢關卡後進入薩尼亞市，與40號公路交匯後從南面掠過薩尼亞克里斯·哈德菲爾德機場（Sarnia Chris Hadfield Airport），直達薩尼亞市的東界。此後402號公路隨著沿線農地的南北分界線往東伸延，其走線因此非常筆直，到斯特拉斯羅伊（Strathroy）以北才改為東南－西北走向，在德拉瓦鎮（Delaware）以南往東伸延，進入倫敦市後與4號公路和溫德蘭道交匯，再往東伸延至401號公路為止。此交匯處只設順方向行車線之間的匝道（即402號公路東行線往401號公路東行線，和401號公路西行線往402號公路西行線），來往反方向行車線之間的車流需途經4號公路。

## 歷史

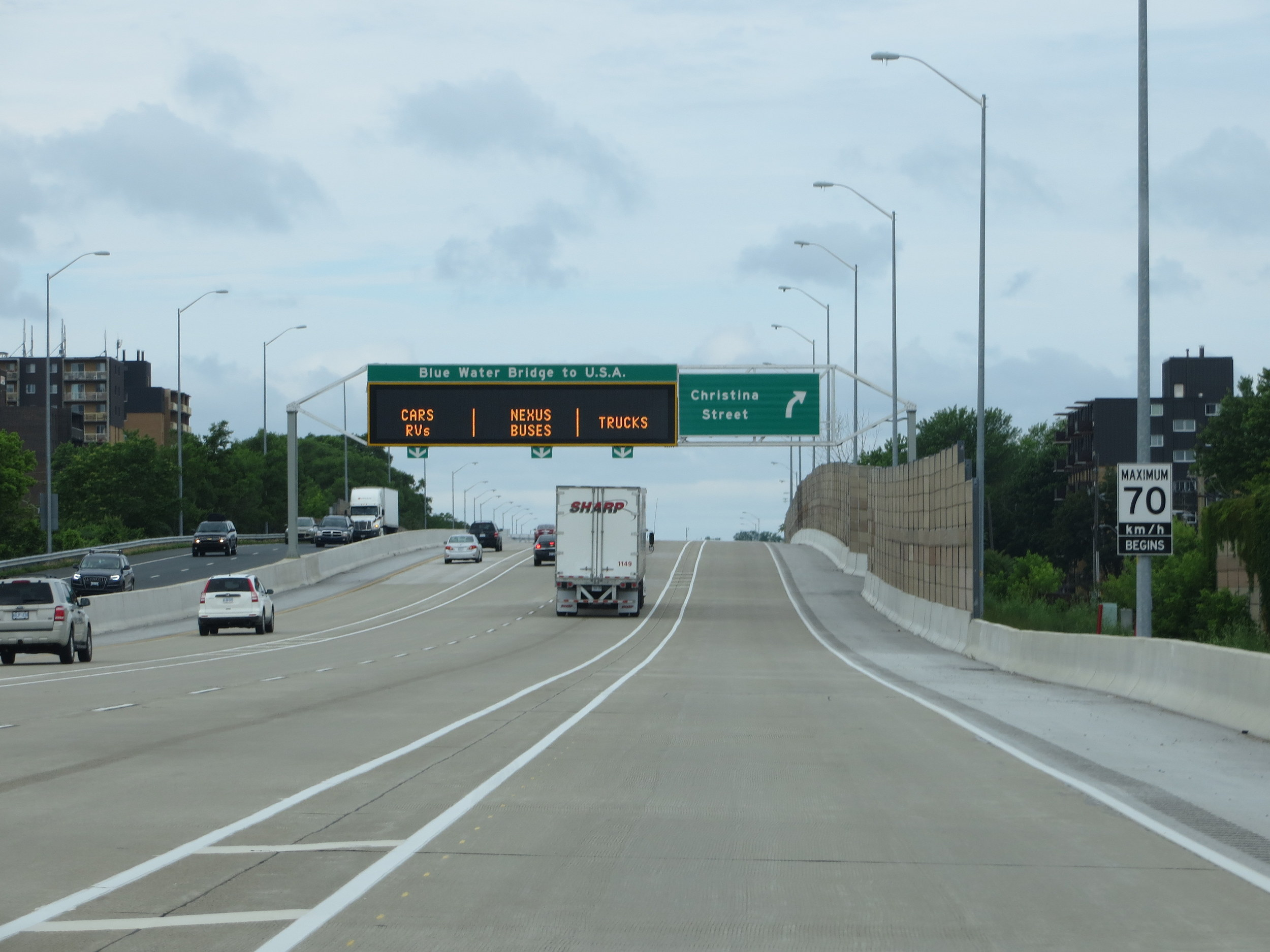
薩尼亞市内的402號公路擴建後共有四條西行線

連接薩尼亞和美國密芝根州曉倫港的藍水大橋於1938年10月10日通車，而安大略省政府則從同年起在大橋的加拿大端落腳點興建一條長6.1（3.8英里）的雙程分隔道路。此道路名為藍水大橋連接路（Blue Water Bridge Approach），於1940年代末開通，並於三處設有平交路口，東端與40號公路較接。此道路於1952年獲編為402號公路，與400號和401號公路一起成為安大略省首批400系列公路。
省政府於1957年末正式宣佈將402號公路往東伸延至401號公路，而具體走線則於1968年2月公佈。40號公路以東的工程於1972年展開，而介乎40號和21號公路的路段則於1978年10月13日通車。介乎21號和81號公路、以及介乎2號和401號公路的路段於1978年末動工；前者於1979年11月26日開通，後者則於1981年11月17日開通。
2號和81號公路之間的路段於1982年末完成，而402號公路西端位於河岸街（Front Street）的平交路口亦於同期改建成立交橋，402號公路遂於1982年11月10日正式全線啓用。
2010年12月13日，安省西南部受大湖效應所造成的雪颮吹襲，大雪導致402號公路約80（50英里）的路段關閉數天。蘭布頓縣政府宣佈進入緊急狀態，而時任聯邦國防部長彼得·麥凱則調派兩部格里芬直升機和一部C-130運輸機來進行搜救任務。該段公路於同月16日早上重開。
有見402號公路西行前往藍水大橋的過境貨櫃車流量日增，省政府從2009年8月起在薩尼亞市内擴建402號公路，西行線從兩條增至四條，當中一條為NEXUS卡持卡人專線。工程於2012年8月完成。

## 出口列表
下列為402號公路沿綫的出入口，排序從西至東。
| 地方行政區                                                        | 城鎮                  | 公里  | 出口編號 | 目的地                            | 附註                                                             |
| ----------------------------------------------------------------- | --------------------- | ----- | -------- | --------------------------------- | ---------------------------------------------------------------- |
| 經藍水大橋跨越聖克萊爾河駁上 · I-69和I-94，分別通往弗林特和底特律 |                       |       |          |                                   |                                                                  |
| 蘭布頓縣                                                          | 愛德華角              | 0.7   | 1        | 河旁街（Front Street）                        |                                                                  |
| 蘭布頓縣                                                          | 薩尼亞市              | 1.2   | 2        | 克里斯蒂娜街（Christina Street）                  | 東行方向不設出口；西行方向出口從2012年起接駁克里斯蒂娜街南行方向 |
| 蘭布頓縣                                                          | 薩尼亞市              | 3.0   | 3        | 蘭布頓縣29號縣道                  |                                                                  |
| 蘭布頓縣                                                          | 薩尼亞市              | 5.7   | 6        | 40號省道                          |                                                                  |
| 蘭布頓縣                                                          | 薩尼亞市              | 8.5   | 9        | 機場道（Airport Road）                        | 通往沙尼亞克里斯·哈德菲爾德機場                                  |
| 蘭布頓縣                                                          | 普林普頓-懷俄明       | 15.2  | 15       | 蘭布頓縣26號縣道                  |                                                                  |
| 蘭布頓縣                                                          | 普林普頓-懷俄明       | 24.6  | 25       | 蘭布頓縣21號縣道 蘭布頓縣30號縣道 |                                                                  |
| 蘭布頓縣                                                          | 窩域                  | 34.0  | 34       | 21號省道 · 蘭布頓縣8號縣道        |                                                                  |
| 蘭布頓縣                                                          | 窩域                  | 44.3  | 44       | 蘭布頓縣79號縣道                  |                                                                  |
| 米德爾塞克斯縣                                                    | 阿德萊德梅特卡爾夫    | 55.5  | 56       | 米德爾塞克斯縣6號縣道             |                                                                  |
| 米德爾塞克斯縣                                                    | 阿德萊德梅特卡爾夫    | 64.8  | 65       | 米德爾塞克斯縣81號縣道            |                                                                  |
| 米德爾塞克斯縣                                                    | 斯特拉斯羅伊-卡拉多克 | 69.0  | 69       | 米德爾塞克斯縣39號縣道            |                                                                  |
| 米德爾塞克斯縣                                                    | 斯特拉斯羅伊-卡拉多克 | 81.6  | 82       | 米德爾塞克斯縣14號縣道            |                                                                  |
| 米德爾塞克斯縣                                                    | 斯特拉斯羅伊-卡拉多克 | 85.5  | 86       | 米德爾塞克斯縣2號縣道             |                                                                  |
| 米德爾塞克斯縣                                                    | 倫敦                  | 97.6  | 98       | 4號省道 – 倫敦、聖湯瑪士          |                                                                  |
| 米德爾塞克斯縣                                                    | 倫敦                  | 99.8  | 100      | 溫德蘭道（Wonderland Road）       |                                                                  |
| 米德爾塞克斯縣                                                    | 倫敦                  | 102.5 | 103      | 401號省道 東行 – 多倫多           | 東行出口及西行入口                                               |

## 外部連結
- 402號公路走線（谷歌地圖）